# فهرست هت-تریک‌های تیم ملی فوتبال ایران
فهرست هت-تریک‌های تیم ملی فوتبال ایران گل‌زنانی را بررسی می‌کند که توانسته‌اند در یک بازی ۳ گل یا بیشتر برای تیم ملی فوتبال ایران به ثمر برسانند و هت-تریک بکنند.

## هت-تریک‌ها برای ایران
| تاریخ            | گل‌ها | بازیکن            | تیم حریف      | ورزشگاه                     | مسابقات                       | نتیجه | منبع   |
| ---------------- | ---- | ----------------- | ------------- | --------------------------- | ----------------------------- | ----- | ------ |
| ۵ آبان ۱۳۲۹      | ۳    | امیرمسعود برومند  | پاکستان       | امجدیه، تهران               | بازی دوستانه                  | ۵–۱   | [ ۱ ]  |
| ۲۳ آذر ۱۳۳۸      | ۳    | عباس حجری         | پاکستان       | کالج مهاراجه، کوچی          | مقدماتی جام ملت‌های آسیا ۱۹۶۰  | ۴–۱   | [ ۲ ]  |
| ۲۲ آذر ۱۳۴۲      | ۳    | حمید شیرزادگان    | عراق          | امجدیه، تهران               | مقدماتی المپیک ۱۹۶۴           | ۴–۰   | [ ۳ ]  |
| ۱۹ اردیبهشت ۱۳۵۱ | ۳    | حسین کلانی        | عراق          | ملی تایلند، بانکوک          | جام ملت‌های آسیا ۱۹۷۲          | ۳–۰   | [ ۴ ]  |
| ۲۳ اردیبهشت ۱۳۵۱ | ۳    | علی جباری         | تایلند        | ملی تایلند، بانکوک          | جام ملت‌های آسیا ۱۹۷۲          | ۳–۲   | [ ۵ ]  |
| ۱۲ شهریور ۱۳۵۳   | ۳    | غلامحسین مظلومی   | پاکستان       | امجدیه، تهران               | بازی‌های آسیایی ۱۹۷۴           | ۷–۰   | [ ۶ ]  |
| ۱۸ خرداد ۱۳۵۵    | ۳    | غلامحسین مظلومی   | یمن جنوبی     | آزادی، تهران                | جام ملت‌های آسیا ۱۹۷۶          | ۸–۰   | [ ۷ ]  |
| ۱۹ اسفند ۱۳۵۸    | ۳    | بهتاش فریبا       | سری‌لانکا      | سنگاپور                     | مقدماتی المپیک ۱۹۸۰           | ۱۱–۰  | [ ۸ ]  |
| ۱۹ اسفند ۱۳۵۸    | ۳    | حسین فرکی         | سری‌لانکا      | سنگاپور                     | مقدماتی المپیک ۱۹۸۰           | ۱۱–۰  | [ ۸ ]  |
| ۳۱ شهریور ۱۳۵۹   | ۴    | بهتاش فریبا       | بنگلادش       | صباح السالم، کویت           | جام ملت‌های آسیا ۱۹۸۰          | ۷–۰   | [ ۹ ]  |
| ۱۶ مرداد ۱۳۶۳    | ۴    | ناصر محمدخانی     | بنگلادش       | گلورا بونگ کارنو، جاکارتا   | مقدماتی جام ملت‌های آسیا ۱۹۸۴  | ۵–۰   | [ ۱۰ ] |
| ۱۴ خرداد ۱۳۶۷    | ۳    | کریم باوی         | نپال          | داسارات رانگاسالا، کاتماندو | مقدماتی جام ملت‌های آسیا ۱۹۸۸  | ۳–۰   | [ ۱۱ ] |
| ۲ مهر ۱۳۶۹       | ۳    | فرشاد پیوس        | مالزی         | فنگ‌تای پکن، پکن             | بازی‌های آسیایی ۱۹۹۰           | ۳–۰   | [ ۱۲ ] |
| ۴ تیر ۱۳۷۲       | ۴    | علی‌اصغر مدیرروستا | تایوان        | آزادی، تهران                | مقدماتی جام جهانی ۱۹۹۴        | ۶–۰   | [ ۱۳ ] |
| ۲۱ خرداد ۱۳۷۵    | ۴    | علی دایی          | نپال          | آزادی، تهران                | مقدماتی جام ملت‌های آسیا ۱۹۹۶  | ۸–۰   | [ ۱۴ ] |
| ۲۳ خرداد ۱۳۷۵    | ۵    | علی دایی          | سری‌لانکا      | آزادی، تهران                | مقدماتی جام ملت‌های آسیا ۱۹۹۶  | ۷–۰   | [ ۱۵ ] |
| ۲۸ خرداد ۱۳۷۵    | ۳    | کریم باقری        | سری‌لانکا      | آزادی، تهران                | مقدماتی جام ملت‌های آسیا ۱۹۹۶  | ۴–۰   | [ ۱۶ ] |
| ۲۶ آذر ۱۳۷۵      | ۴    | علی دایی          | کرهٔ جنوبی     | آل مکتوم، دبی               | جام ملت‌های آسیا ۱۹۹۶          | ۶–۲   | [ ۱۷ ] |
| ۱۲ خرداد ۱۳۷۶    | ۷    | کریم باقری        | مالدیو        | عباسیون، دمشق               | مقدماتی جام جهانی ۱۹۹۸        | ۱۷–۰  | [ ۱۸ ] |
| ۱۲ خرداد ۱۳۷۶    | ۳    | حمید استیلی       | مالدیو        | عباسیون، دمشق               | مقدماتی جام جهانی ۱۹۹۸        | ۱۷–۰  | [ ۱۸ ] |
| ۲۳ آذر ۱۳۷۷      | ۳    | علی دایی          | ازبکستان      | ملی تایلند، بانکوک          | بازی‌های آسیایی ۱۹۹۸           | ۴–۰   | [ ۱۹ ] |
| ۱۲ فروردین ۱۳۷۹  | ۳    | علی دایی          | مالدیو        | حمدانیه، حلب                | مقدماتی جام ملت‌های آسیا ۲۰۰۰  | ۸–۰   | [ ۲۰ ] |
| ۴ آذر ۱۳۷۹       | ۳    | فرهاد مجیدی       | گوآم          | تختی، تبریز                 | مقدماتی جام جهانی ۲۰۰۲        | ۱۹–۰  | [ ۲۱ ] |
| ۴ آذر ۱۳۷۹       | ۶    | کریم باقری        | گوآم          | تختی، تبریز                 | مقدماتی جام جهانی ۲۰۰۲        | ۱۹–۰  | [ ۲۱ ] |
| ۴ آذر ۱۳۷۹       | ۴    | علی کریمی         | گوآم          | تختی، تبریز                 | مقدماتی جام جهانی ۲۰۰۲        | ۱۹–۰  | [ ۲۱ ] |
| ۴ آذر ۱۳۷۹       | ۴    | علی دایی          | گوآم          | تختی، تبریز                 | مقدماتی جام جهانی ۲۰۰۲        | ۱۹–۰  | [ ۲۱ ] |
| ۱۷ مرداد ۱۳۸۰    | ۳    | سیروس دین‌محمدی    | عمان          | آزادی تهران                 | جام ال‌جی ۲۰۰۱                 | ۵–۲   | [ ۲۲ ] |
| ۲۴ مرداد ۱۳۸۰    | ۳    | علی کریمی         | اسلواکی       | تهلنه پوله، براتیسلاوا      | بازی دوستانه                  | ۴–۳   | [ ۲۳ ] |
| ۱۰ مرداد ۱۳۸۳    | ۳    | علی کریمی         | کرهٔ جنوبی     | شاندونگ، جینان              | جام ملت‌های آسیا ۲۰۰۴          | ۴–۳   | [ ۲۴ ] |
| ۲۸ خرداد ۱۳۸۳    | ۳    | علی دایی          | لبنان         | آزادی، تهران                | فوتبال غرب آسیا ۲۰۰۴          | ۴–۰   | [ ۲۵ ] |
| ۲۷ آبان ۱۳۸۳     | ۴    | علی دایی          | لائوس         | آزادی، تهران                | مقدماتی جام جهانی فوتبال ۲۰۰۶ | ۷–۰   | [ ۲۶ ] |
| ۱۳ خرداد ۱۳۹۵    | ۳    | سردار آزمون       | مقدونیه شمالی | فیلیپ دوم، اسکوپیه          | بازی دوستانه                  | ۳–۱   | [ ۲۷ ] |
| ۲۰ آبان ۱۳۹۵     | ۳    | رضا قوچان‌نژاد     | پاپوآ گینهٔ نو | شاه عالم، مالزی             | بازی دوستانه                  | ۸–۱   | [ ۲۸ ] |
| ۱۶ خرداد ۱۳۹۸    | ۳    | مهدی طارمی        | سوریه         | آزادی، تهران                | بازی دوستانه                  | ۵–۰   | [ ۲۹ ] |
| ۱۸ مهر ۱۳۹۸      | ۴    | کریم انصاریفرد‌    | کامبوج        | آزادی، تهران                | مقدماتی جام جهانی ۲۰۲۲ قطر    | ۱۴–۰  | [ ۳۰ ] |
| ۱۸ مهر ۱۳۹۸      | ۳    | سردار آزمون       | کامبوج        | آزادی، تهران                | مقدماتی جام جهانی ۲۰۲۲ قطر    | ۱۴–۰  | [ ۳۰ ] |
| ۲۳ خرداد ۱۴۰۲    | ۳    | مهدی طارمی        | افغانستان     | دولن اومورزاکوف، بیشکک      | قهرمانی آسیای مرکزی ۲۰۲۳      | ۶–۱   | [ ۳۱ ] |
| ۲۶ خرداد ۱۴۰۲    | ۳    | مهدی طارمی        | قرقیزستان     | دولن اومورزاکوف، بیشکک      | قهرمانی آسیای مرکزی ۲۰۲۳      | ۵–۱   | [ ۳۲ ] |
| ۱۷ خرداد ۱۴۰۳    | ۳    | مهدی طارمی        | هنگ کنگ       | هنگ کنگ، هنگ کنگ            | مقدماتی جام جهانی ۲۰۲۶        | ۴–۲   |        |